# Comologno
Comologno (in dialetto ticinese Comolögn) è una frazione del comune svizzero di Onsernone, nel Canton Ticino (distretto di Locarno).

## Geografia fisica
Comologno con le località di Spruga, Cappellino, Vocaglia e Corbella si trova in valle Onsernone, a 26 km da Locarno.

## Storia
La parrocchia è stata istituita nel 1715 con la separazione da quella di Russo.
In data 11 febbraio 1951, il territorio dell'allora comune di Comologno fu colpito da una serie di valanghe durante cui andarono distrutti, tra l'altro, sia alcuni edifici situati ai Bagni di Craveggia sia il principale ponte di attraversamento della valle di Vocaglia.

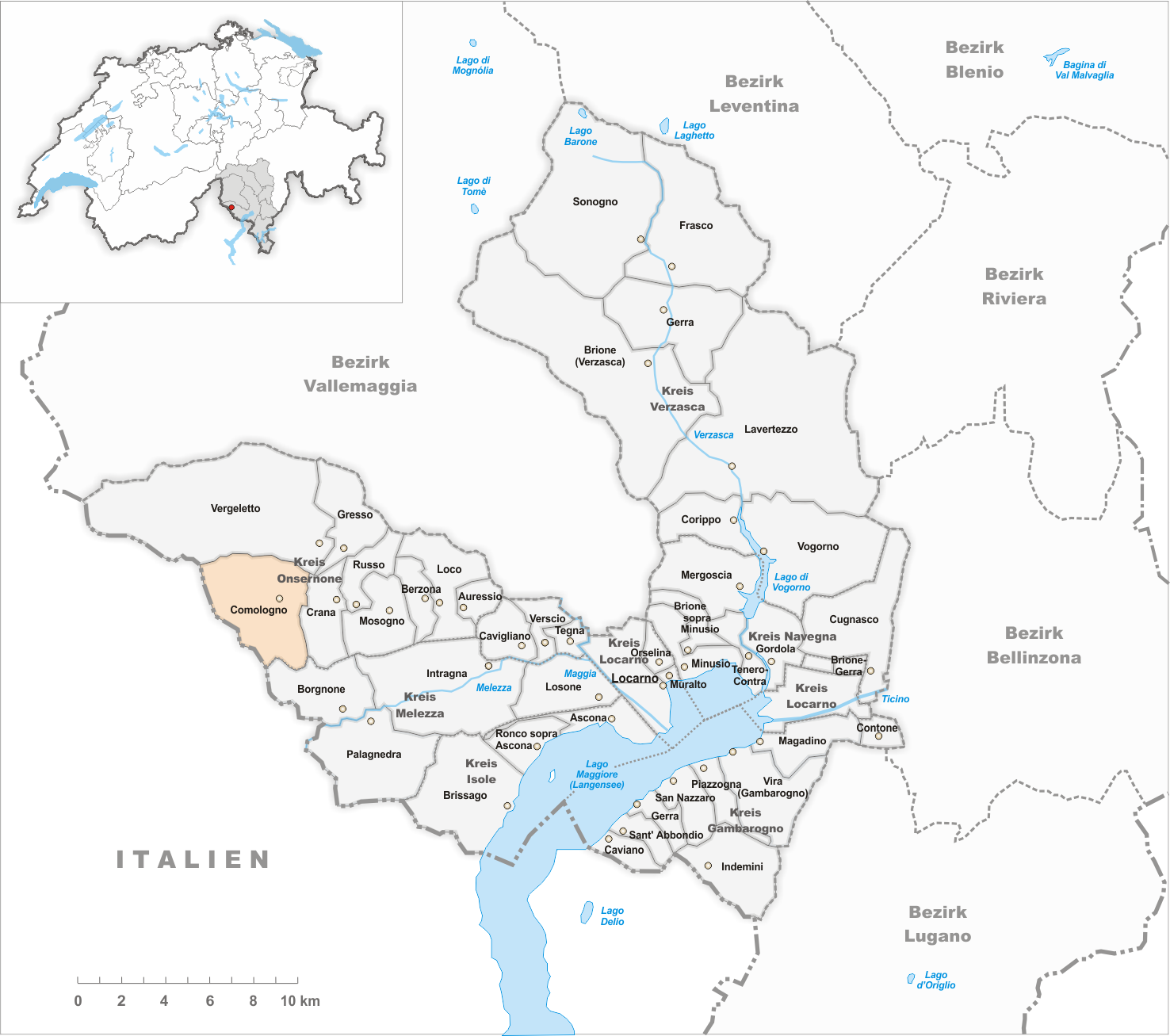
Il territorio del comune di Comologno prima degli accorpamenti comunali del 1995

Già comune autonomo, il 1º gennaio 1995 è stato accorpato agli altri comuni soppressi di Crana e Russo per formare il comune di Onsernone.

## Monumenti e luoghi d'interesse
- Chiesa parrocchiale di San Giovanni Battista, costruita tra il 1668[8] ed il 1697[5];
- Cappelle della Via Crucis.[8] Negli archivi del comune non vi sono documenti relativi alla costruzione delle cappelle, perché tutte sono state erette da privati. I dipinti vennero eseguiti nel 1772 e probabilmente quelli delle volte delle tre cappelle d'angolo sono da attribuirsi a Giuseppe Mattia Borgnis. Più volte risanate, hanno goduto di un restauro completo nel 2015[6];
- Oratorio della Santa Croce in località Spruga, edificato sullo scorcio[quale?] del XVII secolo. È posto sulla strada cantonale, rivolto a oriente. È di una sola navata con un solo altare e senza sacrestia; l'ammissione e l'approvazione della cappellania avvenne il 9 febbraio 1782; sull'altare infatti campeggia un Crocifisso[6];
- Palazzo o Castello della Barca, fatto erigere nel 1770[8] da Guglielmo[9] Antonio Maria[senza fonte] Remonda[5];
- Palazzo Gamboni, del 1730[senza fonte];
- Palazzo Remonda o Palazzo di Sotto, a est della chiesa parrocchiale, del 1761[senza fonte];
- Casa Enrico Barbaglia, già Remonda, del 1767[senza fonte];

- Capanna Alpe Salei;
- Riserva Forestale dell'Onsernone[senza fonte];
- Piano della Segna[senza fonte];
- Bagni di Craveggia[10]

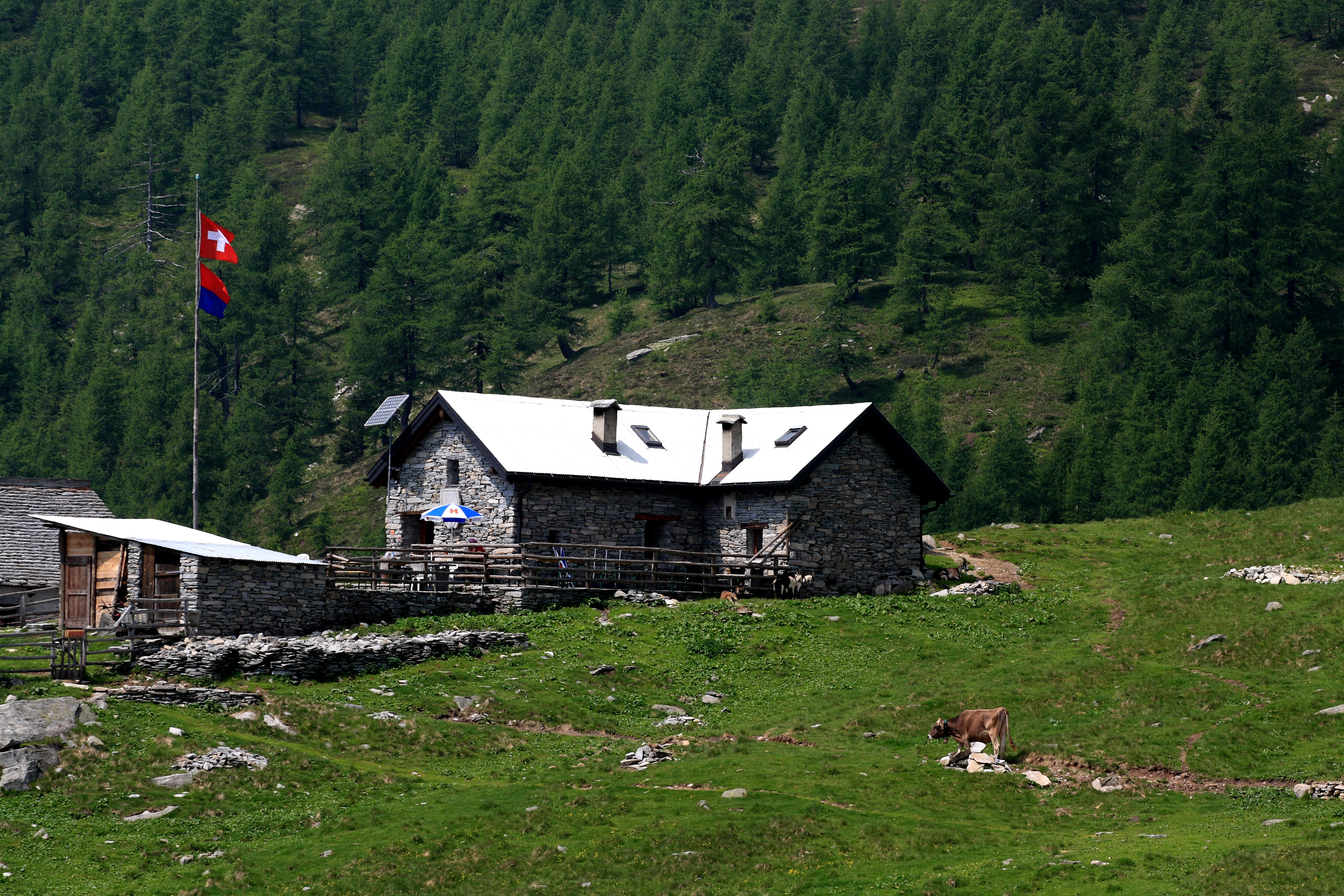
La capanna Alpe Salei

- Casa a ballatoio in località Dazio[11], nel tratto di strada cantonale tra Vocaglia e Corbella.
- Casa Mordasini, edificio su più piani con ballatoio in località Corbella.[12]

## Società

### Evoluzione demografica
L'evoluzione demografica è riportata nella seguente tabella:
Abitanti censiti

## Infrastrutture e trasporti
Comologno viene servito dal servizio autopostale con la linea 324.

## Amministrazione
Ogni famiglia originaria del luogo fa parte del comune patriziale di Onsernone e ha la responsabilità della manutenzione di ogni bene ricadente all'interno dei confini della frazione. Il patriziato è proprietario della Capanna Alpe Salei, di Palazzo Gamboni e di un'osteria.
L'assemblea di frazione si tiene due volte l'anno, nei mesi di maggio e di novembre.

## Sport
In passato sono state attive associazioni dilettantistiche di calcio e tiro; ancora attiva è una squadra di hockey su ghiaccio.